# Oscilloscope Laboratories
Oscilloscope Laboratories è una casa di distribuzione e produzione cinematografica, fondata nel 2008 da Adam Yauch, membro dei Beastie Boys scomparso nel 2012, e David Fenkel, ex dirigente della THINKFilm.

## Storia
Nel 2002, Adam Yauch costruisce uno studio di registrazione a New York chiamato Oscilloscope Laboratories. Nel 2006 esce Awesome; I Fuckin' Shot That!, film concerto registrato durante l'esibizione dei Beastie Boys al Madison Square Garden del 9 ottobre 2004 e prima produzione cinematografica sotto il nome Oscilloscope. Nel 2008 Yauch, insieme a David Fenkel della THINKFilm, fonda ufficialmente la sezione di distribuzione cinematografica dell'azienda, la Oscilloscope Pictures, che si occupa prevalentemente di documentari. Nel 2012 acquista i diritti del film Reality di Matteo Garrone.

## Distribuzioni
- Gunnin’ For that #1 Spot – regia di Adam Yauch (USA)
- Flow: For Love of Water – regia di Irena Salina (FRA)
- Dear Zachary: A Letter to a Son About His Father – regia di Kurt Kuenne (USA)
- Wendy and Lucy – regia di Kelly Reichardt (USA)
- Frontrunners – regia di Caroline Suh (USA)
- Not Your Typical Bigfoot Movie – regia di Jay Delaney (USA)
- Treeless mountain – regia di So Yong Kim (KOR)
- Scott Walker: 30 Century Man – regia di Stephen Kijak (USA)
- Kisses – regia di Lance Daly (IRL)
- The Garden – regia di Scott Hamilton Kennedy (USA)
- La legge – regia di Jules Dassin (USA)
- Burma VJ – regia di Anders Østergaard (DNK)
- Unmistaken Child – regia di Nati Baratz (ISR)
- The Paranoids – regia di Gabriel Medina (ARG)
- No Impact Man – regia di Laura Gabbert and Justin Schein (USA)
- The Thorn in the Heart (L’Epine dans le Coeur) – regia di Michel Gondry (FRA)
- Terribly Happy (Frygtelig lykkelig) – regia di Henrik Ruben Genz (DNK)
- Oltre le regole - The Messenger – regia di Oren Moverman (USA)
- Beautiful Losers – regia di Aaron Rose (USA)
- Youssou N'Dour: I Bring What I Love – regia di Elizabeth Chai Vasarhelyi
- Affetti & dispetti – regia di Sebastián Silva (CHL)
- Tell Them Anything You Want: A Portrait of Maurice Sendak – regia di Lance Bangs & Spike Jonze (USA)
- The Exploding Girl – regia di Bradley Rust Gray (USA)
- Bananas!* – regia di Fredrik Gertten (SWE)
- A Film Unfinished – regia di Yael Hersonski (ISR)
- Urlo – regia di Rob Epstein e Jeffrey Friedman (USA)
- William S. Burroughs: A Man Within – regia di Yony Leyser  (USA)
- I Knew It Was You – regia di Richard Shepard (USA)
- Monogamy – regia di Dana Adam Shapiro (USA)
- The Unloved – regia di Samantha Morton (UK)
- Meek's Cutoff – regia di Kelly Reichardt (USA)
- Exit Through the Gift Shop – regia di Banksy (USA)
- Who Took The Bomp? Le Tigre On Tour – regia di Kerthy Fix (USA)
- Trasporto eccezionale - Un racconto di Natale – regia di Jalmari Helander (FIN)
- Dark Days – regia di Marc Singer (USA) (re-release)
- If a Tree Falls: A Story of the Earth Liberation Front – regia di Marshall Curry (USA)
- Non possiamo tornare a casa (We Can't Go Home Again) – regia di Nicholas Ray (USA)
- Bellflower – regia di Evan Glodell (USA)
- Rebirth – regia di Jim Whitaker (USA)
- The Other F Word – regia di Andrea Blaugrund Nevins (USA)
- ...e ora parliamo di Kevin – regia di Lynne Ramsay (UK)
- Body – regia di Dan Berk e Robert Olsen (USA)